# Horní Újezd (Třebíči járás)
Horní Újezd település Csehországban, a Třebíči járásban. Horní Újezd Kojetice, Lesůňky, Šebkovice, Výčapy, Jaroměřice nad Rokytnou és Mikulovice településekkel határos. Lakosainak száma 258 fő (2024. január 1.).

## Népesség
A település lakosságának változását az alábbi diagram mutatja:
| Lakosok száma | 417  | 425  | 419  | 346  | 343  | 267  | 268  | 266  | 264  | 258  |
|               | 1869 | 1890 | 1921 | 1950 | 1980 | 2001 | 2017 | 2019 | 2022 | 2024 |